# Spłoszony łabędź
Spłoszony łabędź (niderl. De bedreigde zwaan) – obraz holenderskiego malarza barokowego Jana Asselijna. Sygnowany jest w prawym dolnym rogu monogramem „A”.
Przedstawia on łabędzia zaciekle broniącego swojego gniazda przed psem. Ptak został przedstawiony w naturalnej wielkości i zajmuje centralną część kompozycji. W lewym dolnym rogu widoczna jest głowa psa.

## Interpretacja
Obraz powstał niespełna dwa lata po podpisaniu pokoju westfalskiego kończącego między innymi wieloletnie walki z koroną hiszpańską o niepodległość Republiki Zjednoczonych Prowincji. Na pozór lakoniczna scena walki dwóch zwierząt została zinterpretowana przez historyków z Nationale Kunst-Galerij (prekursora Rijksmuseum) jako alegoria polityczna: biały łabędź miał symbolizować holenderskiego męża stanu, wielkiego pensjonariusza Holandii Johana de Witta, będącego obrońcą kraju przed jego wrogami; pies miał symbolizować wroga. Biały łabędź stał się symbolem holenderskiego narodowego ruchu oporu. Na obrazie, już po jego namalowaniu, dodano kilka napisów: między nogami łabędzia słowa „de raad-pensionaris” (wielki pensjonariusz), a nad głową psa „de viand van de staat” (wróg państwa). Trzeci napis „Holland” znajduje się na jaju łabędzia leżącym po prawej stronie.

## Proweniencja
W 1790 obraz znajdował się w kolekcji Jana Gildemeestera i został umieszczony w katalogu jego zbiorów wydanym w 1800. Opisany był jako „alegoria pensjonariusza de Witta”. W 1800 został nabyty za cenę 100 guldenów przez marszanda i dyrektora Nationale Kunst-Gallerij w Hadze Cornelisa Sebille’a Roosa.
Spłoszony łabędź był pierwszym dziełem sztuki zakupionym przez muzeum.